# Giovanni Battista Somis
Giovanni Battista Somis   (Torí, 25 de desembre de 1686 - Torí, 14 d'agost de 1763) va ser un violinista i compositor italià.

## Biografia
Igual que el seu germà petit Giovanni Lorenzo Somis, va rebre la seva primera formació musical del seu pare Francesco Lorenzo Somis (1663–1736). Com el seu pare, es va convertir en membre de la banda de cort del duc de Savoia a Torí. Del 1703 al 1706 Somis es va quedar a Roma, on va aprendre i aprofundir noves tècniques d'arc i l'art de la decoració d'Arcangelo Corelli. A partir d'aquest moment probablement va conèixer al cardenal Pietro Ottoboni, a qui va escriure el seu Op. 4 dedicats. Els viatges el van portar a Novara i Sicília. Va fer diversos concerts amb el príncep de Carignano, inclòs a la seva residència de París. Somis hi va aparèixer dues vegades com a solista al Concert Spirituel el 1733. Al seu retorn a Torí va esdevenir primer violí solista de l'orquestra de la cort, de la qual va ser membre fins a la seva mort. També va romandre vinculat a la capella del príncep Carignano durant tota la seva vida.
El seu alumne més conegut va ser Jean-Marie Leclair, que va introduir l'estil de toc de Somis a l'escola francesa de violí. També va donar classes a Gaspard Fritz, Jean-Pierre Guignon, Louis-Gabriel Guillemain, Gaetano Pugnani i el seu nebot Carlo Chabran, tots ells que també es van fer un nom com a violinistes i compositors.
De l'op. 5, Somis utilitza cada cop més elements de l'estil galant i ornaments francesos (agrémens).
La seva germana petita va ser la soprano i professora de cant Anne Antonia Christina Somis (1704–1785) i més tard esposa del pintor francès Charles André van Loo. Es van conèixer l'any 1733 durant l'estada del pintor a Torí. La parella va tenir dos fills, Marie-Rosalie van Loo (1741–1762) i Jules César Denis van Loo (1749–1821).

## Obra
- Op. 1: dotze Sonata da camera per a violí i violoncel/clavicèmbal (Amsterdam, vers 1717 i 1725)
- Op. 2: dotze Sonata da camera per a violí i violoncel/clavicèmbal (Torí, 1723)
- Op. 3: dotze Sonata da camera per a violí i violoncel/clavicèmbal (Torí, 1725)[3]
- Op. 4: dotze Sonata da camera per a violí i violoncel/clavicèmbal (París, 1726)
- Op. 5: sis Sonata a tre per a dos violins i violoncel/clavicèmbal (París, 1734 i 1743)
- Op. 6: dotze Sonata da camera per a violí i violoncel/clavicèmbal (París, 1734 i 1738)
- –: dotze Sonata per a violoncel sol (París, cap al 1738)
- Op. 7: dotze Ideali trattenimenti da camera per a dos violins, Flauta travessera o treble viols (París, cap al 1750)
- Op. 8: sis Sonata a tre per a dos violins i violoncel (sense lloc i data)
- dos concerts en fa i re per a violí i orquestra
- set concerts per a violí i orquestra
- un concert per a diversos instruments en D
- dues simfonies en D i B
- dues sonates en sol i re per a violí o viola de gamba i baix continu
- una sonata en sol per a violí i baix
- una Sinfonia per a flauta i baix continu
- quatre sonates per a violí i baix
- Motet Mundi splendide catene vane pompe

Un catàleg raonat ara perdut de la seva pròpia ploma incloïa 152 concerts per a violí, 3 concerts per a dos violins, 3 concerts per a flauta, 4 concerts per a trompeta, 1 concert per oboè, 3 concerts pieni à 4 instrumenti, 1 sonata à 4, 1 sonata à 3 con rimieni, 6 sonates impreses de 3, 1 sonata de 3 as Manuscrit, 75 sonates per a violí i baix continu, 3 sonates per a viola d'amore i baix continu i 7 sonates per a violoncel i baix continu. La majoria d'aquestes obres no han sobreviscut.